# ランドシップ
ランドシップ (Land ship)は、「陸」「大陸」の「船舶」「艦船」を意味する英語の名詞。
- 陸上軍艦。ウィンストン・チャーチルにより考案され、戦車の原案となった新兵器構想である。
- アニメ『戦闘メカ ザブングル』に登場する架空の兵器・艦船。本項ではこれにつき記述する。

テレビアニメ及びアニメーション映画『戦闘メカ ザブングル』に登場する、陸上で使用される艦船。LSと略される。

## 概説
本作品の舞台である「惑星ゾラ（実は年代不詳の遙か未来の地球）」は、大昔に襲った天変地異のため鉄道や飛行機、鋪装道路といった大量輸送システムが現存しない。海も多くが干上がり、交通の主要な経路は陸路である。そのため必要な物資の多くは支配階級イノセントから供与されるLSにより輸送され、シビリアンと呼ばれる一般階層に再分配される。
イノセントはブルーストーンと呼ばれる希少鉱物とLS、ウォーカーマシン（以下、WM）等を交換している。シビリアン同士の再分配は交易商人や運び屋によって定期開催されるバザーと呼ばれる青空市場を舞台に、物々交換やブルーストーンとの交換が一般的であるが、どんな罪も3日逃げ切れば消え失せるという「3日の掟」により略奪も少なくない。そのような最悪の治安のゾラで輸送を担うLSは格好の獲物であるため、その多くは自衛のため、あるいは自ら略奪を行うブレーカーとして武装していることが多い。
LSの特徴として、ホバーによる浮上移動（回転翼つまりローターもしくはジェット・ロケットエンジン他）、低速かつ燃費の悪さが上げられ、子供向けのアニメとしては非常に経済にこだわる（悪く言えば貧乏臭い）描写になっている。燃料は重油。形状から誤解されるが、武装商船であり軍艦ではないので戦艦のような装甲（アーマー）はなく、構造も戦闘能力よりも居住性や貨物搭載能力が優先されている。「艦という呼び方も本来は軍所属の艦船を指すものだが、劇中でももっぱら艦と呼ばれているため、本稿でも艦で統一する。
武装は大まかに言って口径76mm以上の対艦用大口径砲（加えてミサイルランチャーの類もある）と、57mm以下の対WM用機関砲に大別される。射撃方位盤や測距儀的な射撃統制装置はなく、砲付きの照準器で射撃するだけなので命中精度は砲手個人の技量に左右される。護衛用としてWMを搭載するのが基本になっており、WMの母艦的な役割も果たす。シビリアンが容易に運用や修繕を行うのを考慮し、伝声管を始め、手動式扉やラッタル他、技術的にはかなりローテクな作りになっている。
全長100mを超す大型LSを所有する者は、例外なくイノセントから交易手形を与えられた交易商人である（交易手形所有の関係上、実態がブレーカーであっても建前上は交易商人である必要がある）。交易手形がなければ大型LS所有は認められず、イノセントによる整備や補給も受けられないので、職業を問わず、ゾラでの成功者を夢見るシビリアンは、交易商人を目指すのが普通である。
交易手形を有するまでには、まずガバン級以下の小型LSによる交易実績を挙げてイノセントに実力を認められねばならぬが、この時は手形を持たないので直接イノセントのポイントへの出入りは許されず、他の交易商人から交易物資の払い下げを受けて小売りをする、いわゆる運び屋として下積みを重ねる必要がある。そうした末に交易手形を入手して交易商人となり、晴れて大型LSを所有するのは「成功者」としての証になっている。なお、エルチ・カーゴの例から、交易手形は世襲での引き継ぎが認められている模様である。荒野がほとんどのゾラではLSは単なる移動手段ではなく「家」であり、「城」であり、そして「ステータスシンボル」でもあった。

## 艦船解説
ランドシップには様々な艦型が存在する。劇中では基本的に、基準となる艦名に「〜タイプ」を接尾語として型名が読まれる（第35話において「クラス」の呼称が使われた事もある）。ただし設定上においては「〜クラス」が使用されているため、本稿もそれに倣い「クラス（級）」で記述を行う。なお、文献により記述が異なるため「ミッドシップ級」等に関して矛盾が生じているが、いかなる理由による物かは不明（劇中の描写では、アース・サンダー等の名称が固有名称なのか艦級名であるのか、基準となる艦名が1番艦＝ネームシップであるかは明示されていない）。

### アイアン・ギアー級
主人公らが乗船するLS。WM形体に変形するという極めて珍しい機能を有する。詳しくはアイアン・ギアー級を参照のこと。

### デラバス・ギャラン級
デラバス・ギャラン級 (Deravace Galan-class)は、全長180.2mの大型艦。
上から見るとX字をしている特徴のある艦。艦橋を除き前後左右対称の形状をしている。サイドスラスターによって左右に横すべり航行も可能。中央船体とそこから伸びた4つの船体からそれぞれWMを発進可能。艦体にはくまなく武装が配置され、アイアン・ギアーに門数で大きく優る20cm主砲を備える高い攻撃力を誇り、純粋な火力では最強のLSである。その威容から移動要塞と呼ぶに相応しく、艦を据えての防衛には有利であるが、艦体形状と武装の配列の影響で火力の一点集中は出来ず、攻撃には無駄が出やすい事が唯一の欠点。
デザインは、富野監督のラフ(『記録全集(3)』P77)を元に出渕裕が行った。
デラバス・ギャラン
ゾラでも最大級の交易商人、ビッグマンの座乗する艦隊旗艦。劇中のビッグマンの台詞では「デラバス」と略称される。カラーリングは、オレンジと赤というとても目立つ警戒色である。アイアン・ギアーとの戦いでは支給されたポタン砲（3連装遅燃性高熱散榴弾砲）を追加装備し、決戦は両艦に装備されたポタン砲の撃ち合いとなった。しかし、発射すると噴煙で視界が極度に悪化するという欠陥から双方とも連射が出来ず、なかなか決着がつかなかったが、ジロンがザブングルでアイアン・ギアーのポタン砲を甲板からもぎ取ってビッグマン艦の至近まで担いで運ぶという機転(というより暴挙)を行い、直撃弾を受けたデラバス・ギャランは大破撃沈された。
ギブロス
ティンプ・シャローンがイノセントから支給された艦。カラーリングはダークグレー。ティンプはこの船で度々アイアン・ギアーを襲うが、物資の補給がままならず退却を繰り返した。最終決戦ではアイアン・ギアーとの交戦を避け、Xポイントに逃げ込んだが、変形したアイアン・ギアーのジャンプ攻撃によってXポイントごと撃沈された。イノセントの仕掛け人として一匹狼の流浪生活を送っていたティンプもLSを入手できたのはかなり嬉しかったらしく、手下に対して何度も「艦長と呼べ！」と命じていた。

### エンペラー改級
エンペラー改級 (Emperor remodel-class)(Emperor bis-class)は、デラバス・ギャラン級に次ぐ大型艦。
デラバス・ギャラン級とよく似た設計思想で作られており、中央の甲板は艦橋を支え、その下は吹き抜けのWM用の甲板という母艦的な運用が可能である。双胴部は上下に湾曲して艦底の甲板から発進するスペースを作っている。主砲に20cm連装砲塔を持つなど火力は高く、機動性も良好な高性能艦で、ダイクが「やけに頑丈なランドシップ」と劇中で呼んでおり、さらにはICBMの直撃を受けてもホーラとゲラバは助かるなど、防御力においても群を抜くLSである。イノセント側ブレーカーのみに供給された艦で一般には出回っていないとされるが、エルチに与えられた艦について劇中の誰もエンペラーに改を付けて呼んだことが無い点から、原型のエンペラー級（設定はされていない）が広く知られる艦であった可能性がある。
デザインは出渕裕が行った（富野ラフは存在するが未公開）。
キッド・ホーラ艦
イノセントの仕掛人になったキッド・ホーラに最終決戦用に与えられた。イノセントはアイアン・ギアーを標的としたICBM攻撃を行うが、信管の不良による不発でギャリアにそれを受け止められてしまった。ホーラは爆破のために砲撃させ着火したものの、投げ付けられて逆に撃沈された。色はダークグリーン。固有名称は不明だが、ホーラは自艦をエンペラーと呼んでいた事から「エンペラー」である可能性が高い。
キャリング
第45話でギア・ギアを失ったエルチに引き続き与えられた艦。艦名は、洗脳で記憶を消去されているはずのエルチが無意識に思い浮かんだ父親と同じ名をつけたもの。新造艦で充分な艤装が完了しないまま引き渡されており、アイアン・ギアーと交戦するが、搭載WMがなく弾薬不足もたたり、変形したアイアン・ギアーの攻撃により撃沈。色は紫。

### ガバリエ級
ガバリエ級 (Govarie-class)は、全長139.7mの最新鋭の中型艦。文献上ではミッドシップ級とされる事もあるが、これは誤植が拡散した物と思われる。
新型でイノセントの仕掛け人であるブレーカーにしか与えられておらず、同型艦は少ない。ダブルスケール級を強化したような機動性優先の戦闘艦である。船体に比べてホバーローター部の占める割合が大きく、積載量は高かった。だが127mm連装砲塔2基、40mm連装砲塔6基と固定武装が少ない上、砲配置が悪く、特に高所に配置された砲塔はWM接近時には俯角が取れずに死角が大きい。ホーラに対し侘びとしてダブルスケール級からガバリエ級に交換されたことから、ダブルスケール級より性能は優れるようだ。ゲラバによると乗り心地は良いらしい。
デザインは湖川友謙による（ラフは記録全集2に掲載）。
ガバリエ
キッド・ホーラに与えられた艦。カラーリングはダークネービーを基本とし、船体に太陽のマーキング、艦首にシャークマウスが塗られている。ポタン砲を3門装備しているとゲラバは述べているが、真偽は不明。不手際の謝罪の意味でダブルスケールと交換でビエルの指揮下にあったドワスの独断で与えられた。代金は作戦成功の報酬として免除という条件だったが、作戦は失敗に終わっており、その後のドサクサでどうなったか不明。反イノセント勢力の中で地位低下してしまったカタカム・ズシムが名誉回復のために単身で特攻し、エンジンを止められ、自爆を余儀なくされた。

ホワイティ
女性が主体となって編成された軍隊を率いるキャローン・キャルに与えられた艦。名前の通り船体のほとんどが白色。 Hポイントを防衛し、近づくカタカムのソルト隊を返り討ちにしたが、ギャリアの参戦により撤退する。登場話は第35話のみで、キャローン・キャルは後にレッグとドランで出撃したものの、キャローンは作戦失敗と妹ビリンとの遭遇で戦意を喪失。ホワイティのその後の消息は不明。
名称不明
第45話のみに登場。色はキャリングと同じ紫。
アーサー・ランクを抹殺するために、ヨップから脱出したアーサーを連れ出したウォーカーギャリアを執拗に砲撃した。

### ミッドシップ級
ミッドシップ級 (Midship-class)は、中型のLSの中では最も普及しており、アースシリーズとして種々のバリエーションタイプが存在する。
本級は、文献によって「アースサンダー級」、「アース級」と、級名表記が複数存在する。この理由は明らかにされていないが、ベストセラーかつロングセラーモデルであり多数の同級艦が運用されたため、後述するように派生型も多く、それらのマイナーチェンジを理由にどこかしらで級名が変更された物と思われる。なお、「ミッドシップクラスのガバリエクラス」、「タブルオール、ダブルスケール両クラスは、いずれもミッドシップクラスのランドシップ」との記述もあるが、言語の体をなしていない。よって解釈を行わざるを得ないが、第一に考えられるのは、これは全長を基準とした大まかな区分であり「型」は意味していないとする物である。次に考えられるのが、劇中の正式な呼称である「〜タイプ」の分類も同時に（別の地域で）使われており、タイプとクラスの記述をミスした可能性である。この場合、ミッドシップ級という上位カテゴリーの下に、ガバリエ型等の複数のタイプが存在する事となる。
アースサンダー型 (Earth Thunder-type)
文献上では「アースサンダー級」と分類される事もある。全長132.1mの中型艦で、広く普及しており多くの派生型がある。
艦首に採掘用の大型クローアーム（グレタは「アイアンアーム」と呼称）を持つのが特徴で、これを用いてWMと格闘するシーンもある。双胴のホバーユニットの間に甲板を挟み込み、船体中央の艦橋から後部はそのままWM搭載用の露天甲板となっていて、武装は中口径砲が多く、砲配置が対WM向きの舷側装備であるために火力の集中が出来ず、対艦戦向きではない。
デザインは、出渕裕の原案を富野監督と湖川友謙が修正し、出渕裕がクリーンアップ(記録全集3)。
グロッキー艦
序盤で登場した、グロッキー一家のLS。カラーはダークイエロー。グロッキーは「アースサンダー」と呼んでいる。
キャリング亡き後の弱体化したアイアン・ギアーをティンプの口車に乗って狙ったが、ティンプの裏切りに遭い、霧の河で轟沈する。
ガリー艦
茶色い艦体色のガリー・カラス艦隊旗艦。ホーラの計略でアイアン・ギアーと戦闘となり、深手を負ってどうにか兄カラスの所へ辿り着いたが、ガリーは帰らぬ人となる。
グレタ艦
グレタ・カラスが初登場時に乗っていた艦。文献では「アースハリケーン」の固有名で紹介される事が多い。ガリーの敵討ちとしてカラス艦グレタと共同戦線を張ったが、アイアン・ギアーに撃沈される。独自装備として多数の爆雷投射機を備えており、ザブングルへ爆雷の雨を降らせた。塗装は黒と赤で、艦橋屋上にはビニールプールとパラソルがある。
カルダス艦隊所属艦
物語後半でカルダス・ブルーンが、ドックシップを売却した金でダークグリーンの中古の2隻を購入。カルダス艦はミサイルによって吹っ飛んでしまったが、残りの艦は最後まで戦った。
アースハリケーン型 (Earth Hurricane-type)
文献によっては「アースハリケーン級」とも分類される。アースサンダーよりもやや小型だが、戦闘力は高い。艦橋位置を艦の後部に移し、各所に大型砲を装備する代わりにクローアームを廃してWM用搭載甲板とし、WM搭載量を増やしている。
この艦は、劇中には登場しなかった、いわゆる没メカである。元々グレタ艦として使われる予定だったが(大破した本級が描かれたグレタ艦の設定書がある)、絵コンテでクローアーム(アイアンアーム)を使用していたため、本編ではミッドシップ級がグレタ艦として使用された。
デザインは、富野監督のラフ(記録全集3)を元に出渕裕が行った。
グレタ艦
厳密には不明だが、艦橋屋上にグレタの所有艦の特徴であるパラソルとビニールプールを有する事から、グレタ・カラスがアースサンダーに乗り換える以前に艦長を務めていた艦だと思われる。
アナンダ、コナンダ
『マスターファイル ザブングル』における小説「北の大地のザブングル」に登場する。

### ダブルオール級
ダブルオール級 (Double Oar-class)は、全長117.8mの中型艦。ミッドシップ級に次いで普及しているLSである。
船体は箱型で、車両運搬型渡し船のように上部構造物は橋状で右側に艦橋、左に砲塔を配しており、艦尾から艦橋下までがWM搭載用の露天甲板になっている。作業用クレーンを持つなど、母艦的な機能を優先した特徴を持つ。船体格納庫は密閉構造になっており、WMを商品として扱う交易商人が使用することが多い。WM発進ハッチは艦首と両舷の3ヵ所。127mm連装砲塔や各種機関砲をバランス良く装備しており、対艦／対WMどちらにも対応可能な武装を持つ。
デザインは、富野監督のラフ(未公開)を元に出渕裕が行った。
パープルキャット
交易商人ミス・ギャブレット・ギャブレイがビッグマンから貸与されていた艦。パープルピンクの塗装と目と唇のマーキングがされているが、それ以外には特に特徴は無い。作戦成功の成功報酬として贈与されるはずだったが、作戦は失敗し、ギャブレットは死亡、パープルキャットも撃沈されてしまった。
ビッグマン艦隊所属艦
デラバス・ギャランが従えていた2隻で、色はブラウン。第10話で登場、第13話までアイアン・ギアーと戦い、ラグのザブングルの攻撃でブリッジをやられたが、明確に撃沈されたという描写はない。
グレタ
黄色いカラーのカラス専用艦（後のアイアン・ギアー級2番艦のグレタ・ガリーも同色）で、カラスの愛妻グレタの名前を持つ。カラスは根っからの交易商人であり、戦闘は苦手で妻のグレタと弟のガリーに依存していた。ガリーの死亡により、カラスは仇討ちを決行するが、効果的な指揮が出来ずに返り討ちにあう。逃走の際、敵の目を逸らすために本艦は自爆させられた。特徴として甲板上に（故障した？）ダッガーを固定武装代わりに搭載し、艦首ハッチ内へダッガー用のロケットバルカン2基を仮設して火力を強化していた。
ガウツ艦
エルチとの折り合いが悪かったガウツ・ガムに与えられた。カラーリングは赤褐色。鍾乳洞の陥落に巻き込まれてガウツともども行方不明となった。機関故障を言い訳としてエルチの指示を無視してサボタージュを繰り返しており、一度も交戦しなかった。

### ダブルスケール級
ダブルスケール級 (Double Scale-class)は、全長120.2mの中型艦。
その名の通り両天秤を思わせる、艦の前後がせり上がった独自の形状が特徴。艦首には6基のワイヤーアンカー射出装置があり、また斜めにせり上がった後部左右がまるごとホバー用の機関部となっておりサイズのわりに出力が高い。最後部はWMの格納庫で収納式のデッキがある。前寄りの艦橋下に57mm連装機関砲塔4基を装備。武装が対WM用で大口径砲を持たず、対艦戦では搭載WMに頼る必要がある。交易用には向かないため、一般にはほとんど出回らず、劇中に登場したのはビッグマンの艦隊所属の艦とキッド・ホーラが最初にイノセントから与えられた艦の2艦のみ。
デザインは、富野監督のラフ（『記録全集(3)』）を元に出渕裕がアレンジし、ビーボォーがクリーンアップ。
キッド・ホーラ艦
ホーラが最初に所有したLS。マッド・シーでアイアン・ギアーを襲うなどの活躍を見せるが、アイアン・ギアーのLポイント突入によって体当たりを受け、ドック内で横転して行動不能となり、支給される筈だった新型WMウォーカー・ギャリアを奪われた上、Lポイントごと吹っ飛んでしまう。ホーラはイノセントからアイアン・ギアー攻撃を専任されていたが、カラス・カラスに攻撃をさせたことを怒ったホーラに対し、同艦に代わって前述のガバリエが新たに与えられた。

### ガバン級
ガバン級 (Goven-class)は、全長27〜29mの小型艦。ゾラではもっとも普及したLSであり、バッファロー型とウルフ型の2バージョンに大別される。
四角い台船に小型艦橋を右へ寄せて取り付けた形をしており、搭載WMは大型なら露天式に2機（ウルフなら3機）程度。所有者が好き勝手に改造しており、バリエーションは非常に多い。また、他のLSとは異なり交易手形が無くとも所有可能。成功した交易商人の中には、艦隊中の護衛艦や偵察艦として所有している場合もある。
デザインは、富野監督のラフ(記録全集3)を元に出渕裕が行った。
バッファロー型（Buffalo-type）
バッファロータイプは、ガバン級の基本型である。交易商人を夢見る者はこのガバン級を最初に手に入れ、運び屋として成功を目指す。艦首に76.2mmカノン砲。艦橋右舷に3連装ミサイルランチャーと20mm連装機関砲塔。艦橋前面に12.7mm連装機銃。甲板中央に8連装ミサイルランチャー。艦尾に40mm連装機関砲塔を持ち、サイズの割に重武装である。戦闘力はウルフよりは高いが、その分WM搭載量が少ない。艦首のラッセルもウルフより小型である。全長は27.2m。
アコン・アカグのLSとして有名で、後にカラス・カラスもLポイントに向かう時、中古のこの艦を使っている。
アリゲーター、アナコンダ
ガリー・カラス艦隊のバッファロー級。旗艦を護衛していた。
カルダス艦
ロックマンであったカルダス・ブルーンが入手したバッファロータイプ。薄い青色で、武装がほとんど無い。
ウルフ型（Wolf-type）
全長29mのウルフタイプはガバン級の派生型の一つ。WMの積載能力を高めてあるため、艦橋の右舷脇へ張り出し式に甲板が造られ（3連装ミサイルランチャーは撤去）、艦首のカノン砲を廃して格納式サーチライト（ヘッドライト？）2基と発進ランプが設けられている。またバッファローと異なり、40mm連装機関砲塔は格納式となっている。武装を犠牲に搭載量を増やしたものの、火力を少しでも補うためか、艦橋後部に12.7mm単装機銃を新たに設置している。艦橋は、Uボートの司令塔型に変更されている。
全長は大型化したラッセル（排障器=バンパー）分、バッファローより長いが艦本体のサイズは同じである。
第30話ではティンプ側の艦が、ギャリアとザブングルを捕獲するために網を撃ち出した。
ソルトがよく利用し、アイアン・ギアーを船出したブルメも、イノセントを離脱したビエルによってこの艦を手に入れ、一時期艦長をやっていた。ウルフ・バッファローともに居住性は高く、まさに移動する家といった艦である。
ウルフ400
艦橋に「UOLF400」と描かれているブルメのウルフタイプ。他に艦番号401〜403も確認されている。後に全艦ソルト艦隊へ編入されている。

### ゴルゴン
ゴルゴン (Golgon)は、カタカムがアイアン・ギアーからくすねた資金でカルダスが購入したドック艦(ドックシップ)。文献によってはダブルオール級に分類される。劇中ではドックシップとのみ呼称されるため、ゴルゴンが級名なのか固有名称なのかは不明。全長は102.3mと小ぶりだが、画面上ではアイアン・ギアーよりやや船体が短い大型艦に見える。
他のLSを修理可能な工作設備を持ち、折りたたみ式の作業甲板や、作業用アームを備えた艦橋自体がレールで前後に移動する等、特徴的な施設を持っている。他艦を搭載したまま移動修理可能との説もあるが、劇中では未確認。一般的に非武装のイメージが強いドック艦だが、ゾラだけあってちゃんと武装も施され、その火力も他の大型LSに劣る物ではない。
第41話に登場、カルダスはアイアン・ギアーとは偶然出会ったようにみせていたが、カタカムからの情報で必要な物資を手配してアイアン・ギアーの進路に先回りしていた。これにより物資や武装が困窮していたアイアン・ギアーは一息つくことが出来た。カルダスは元はロックマンであるが、修理屋の方が儲けが良いらしく、ソルトとは持ちつ持たれつの関係になっていた。その後、決戦に備えてカルダスはこの艦を売却し、中古のミッドシップ級二隻に買い換えた。
デザインは、富野監督のラフ(記録全集3)を元に出渕裕が行った。

### 移動式修理工場
移動式修理工場 は、ドックシップ(ゴルゴン)の登場以前に活躍していた物で、デラバス・ギャランの修理に使用された。正確にはランドシップというよりも「ホバー移動機能を持った工場」といった所で、正式な名称及びデータは不明。デザインは池田繁美。

### キャメル
キャメル (Camel)は、第46話に登場したドランタイプ専用航空母艦。キャリアーシップと呼ばれる類の艦で、甲板上に2×3機、計6機を搭載する。全長は43.3mと設定されている。他のLSと違い、船体上には艦橋以外ほとんど突起物がなく、まさに平甲板型空母である。
しかし、機体の整備、修理用の格納庫や大型クレーンのような施設は無く、機体は単に甲板上に並べられるだけである。一応、14mm連装機銃3基（艦首2基。艦尾1基）で武装も施されている。劇中では爆薬をつめこんだハリボテのドランを積んで、ジロンらをおびき寄せて爆破させる罠として登場するが、あるいはそのためだけに造られた囮艦の可能性もある(ホバーローターが右舷3基、左舷4基ではバランスが悪いため、本来のローターの数は計8基であるとも考えられる)。
デザインは出渕裕による。

### フラッペ
フラッペ (Flappe)は、LSに対する燃料および物資の補給をするために造られた自走補給艇。ランドボートとも呼ばれる類の船であり、最小級LSのガバン級よりも小型であるが、LSに分類する文献もある。後部にボンベ状の大型燃料タンクを3基もち、艇首にブリッジと物資搭載用のハッチがある。武装は上部に20mm連装機関砲塔、ブリッジの上に12.7mm機銃、艦首両脇に機銃2基。レッグ程度ならWMの搭載も可能。
デザインは富野監督のラフ(記録全集4)を元に出渕裕が行った。

### ウォーカー・タンカー
ウォーカー・タンカー (Walker-Tanker)は、台形を逆さにしたような箱形のボディで、そこへガソリンを満載し、6本の脚で不整地を移動する補給船。ホバーが無く、脚部形状がWMのクラブタイプのようで、その意味ではWMに近くWMとして扱う書籍もある。不格好だが山岳地帯他、他のLSが航行不可能な地形での給油活動で威力を発揮する。上部に探照灯。側面にクレーンを装備。上下するゴンドラ式のブリッジが前と両舷に1基ずつある。歩くガソリンタンクを攻撃して元も子も無くす愚か者は無いと判断したのか、火器の発射炎がガソリンに引火するのを恐れたのか、ガバン級サイズながら非武装である。WMの搭載能力は無い。
第19話のみに登場、ホーラに襲撃されたところをアイアン・ギアーに助けを求めて逃げ込んできたが、実はスパイを送り込んで混乱させるホーラの罠だった。
デザインは、富野監督のラフ(記録全集4)を元に出渕裕が行った。

## 参照
- 『戦闘メカ ザブングル記録全集(1)〜(4)』日本サンライズ
- ラポートデラックス8『戦闘メカ ザブングル大事典』 ラポート
- ロマンアルバム57『戦闘メカ ザブングル』　徳間書店
- 『出渕裕メカニカルデザインワークス 1』 ムービック
- 『戦闘メカ ザブングル 完全設定資料集』 一迅社
- 『マスターファイル ウォーカーマシン ザブングル』 SBクリエイティブ